# Karl Ginhart
Karl Ginhart (* 21. November 1888 in St. Veit an der Glan, Österreich-Ungarn; † 10. März 1971 in Wien) war ein österreichischer Kunsthistoriker.

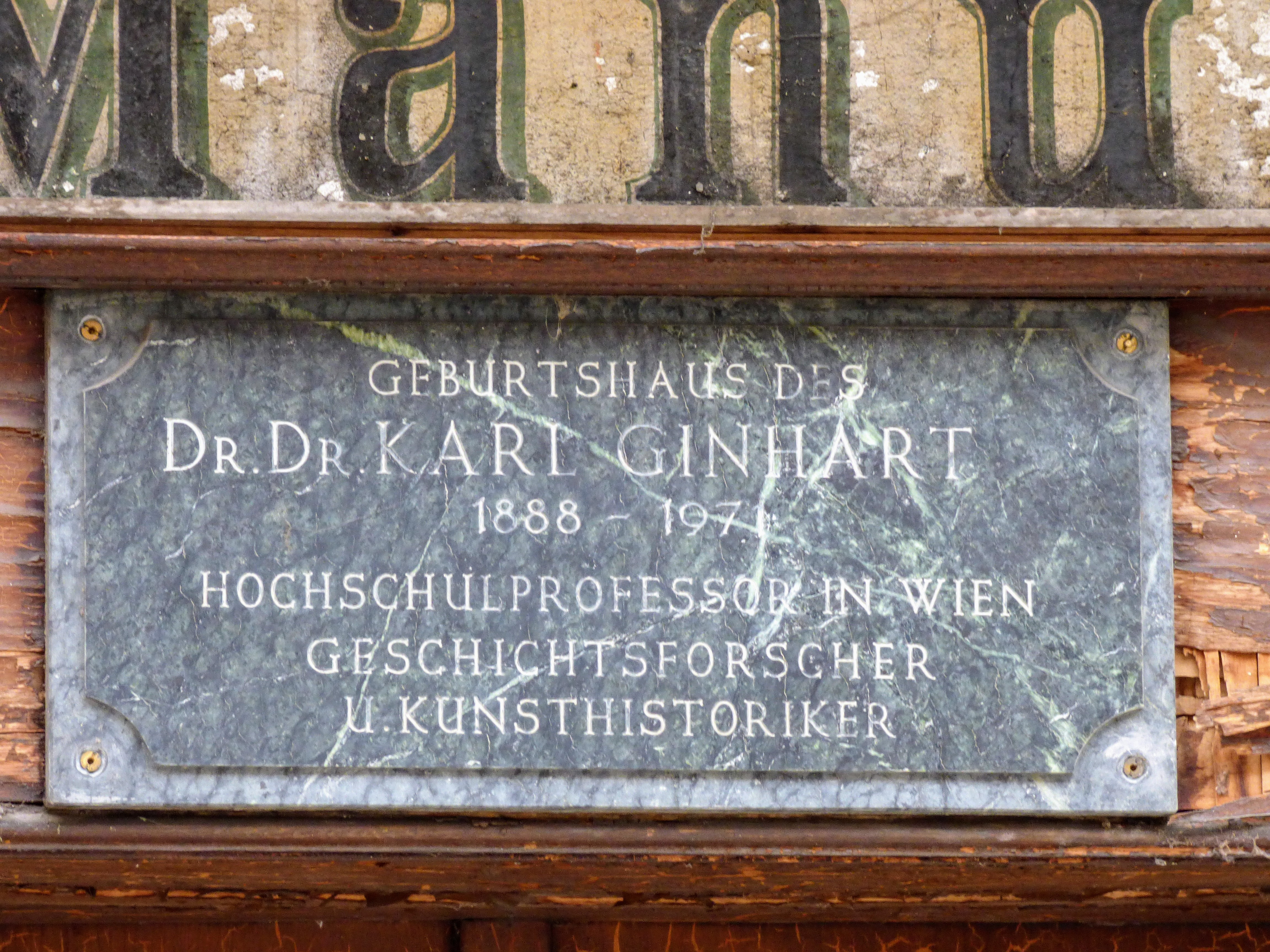
Gedenktafel am Geburtshaus Karl Ginharts

## Leben
Der gebürtige Kärntner Karl Ginhart widmete sich nach abgelegter Matura den Studien der Rechtswissenschaften und Kunstgeschichte an den Universitäten Wien, Berlin und Innsbruck, 1912 wurde er zum Dr. iur., 1919 an der Universität Wien bei Josef Strzygowski zum Dr. phil. promoviert. Ginhart bekleidete in der Folge eine Assistenzstelle am I. Kunsthistorischen Institut der Universität Wien, bis er 1926 die Stelle des Staatskonservators des Bundesdenkmalamtes antrat, ein Amt, das er bis 1936 ausübte. 1930 erfolgte seine Bestellung zum Vorstand des Kunsthistorischen Instituts des Bundesdenkmalamts, 1939 schied er aus dieser Position aus.
Ginhart habilitierte sich 1927 an der TH Wien und 1931 an der Universität Wien. 1936 wurde er zum außerordentlichen, 1942 zum ordentlichen Professor an der TH Wien berufen und hatte diese Funktionen mit einer Unterbrechung nach 1945 bis zu seiner Emeritierung 1960 inne. Außerdem gab er zwischen 1941 und 1943 an der Wiener Hochschule für Welthandel – jeweils in den Sommersemestern – den Kurs „Kunst und Geschichte als Fremdenverkehrsfaktor“.
Ginhart trat zum 8. November 1930 der NSDAP bei (Mitgliedsnummer 360.317), schied am 30. September 1931 wieder aus, beantragte 1938 eine Wiederaufnahme, die erst 1944 mit Eintrittsdatum 1. Januar 1941 genehmigt wurde (Mitgliedsnummer 9.909.984). Wie ein Aktenvermerk der Wiener Gauleitung vom 8. Juli 1938 belegt, war angedacht, alle jene Einrichtungsgegenstände, welche in Wohnungen geflüchteter Juden stehen, aber nicht beschlagnahmt wurden, durch Ginhart sammeln und überprüfen zu lassen. Ginhart zählte zur persönlichen Entourage der Kärntner Gauleiter Franz Kutschera und Friedrich Rainer. 1937 hielt er für die Wiener Gesellschaft für Rassenpflege einen Vortrag mit dem Titel „Beziehungen zwischen Rasse und Kunst in Spanien“.
Anlässlich seiner Pensionierung erhielt Ginhart 1960 das Österreichische Ehrenkreuz für Wissenschaft und Kunst. Er leistete wesentliche Vorarbeiten zum Denkmäler-Verzeichnis Dehio Kärnten, das allerdings erst nach seinem Tod erschien.

## Publikationen (Auswahl)
- Das christliche Kapitell zwischen Antike und Spätgotik. Kunsthistorisches Institut der Universität, Wien 1923 (Dissertation).
- Die Kaisergruft bei den PP. Kapuzinern in Wien. Logos Verlag, Wien 1925.
- mit Bruno Grimschitz: Der Dom zu Gurk. Krystallverlag, Wien 1930.
- mit Alfred Karasek: Verzeichnis der Schriften von Josef Strzygowski. Kollitsch, Klagenfurt 1933.
- mit Georg Dehio: Die Kunstdenkmäler in Kärnten, Salzburg, Steiermark, Tirol und Vorarlberg. Anton Schroll, Wien 1933.
- Die Kunstdenkmäler Kärntens. Klagenfurt 1934.
- mit Georg Khevenhüller-Metsch: Die Burg Hochosterwitz in Kärnten. Kollitsch, Klagenfurt 1939.
- Das Stift Sankt Paul im Lavanttal. Selbstverlag des Stiftes, 1953.
- Reclams Kunstführer Österreich. Band II (Mitautor). Stuttgart 1961.
- Die frühmittelalterliche Martinskirche auf dem Römerberg in Linz. Stadtmuseum, Linz 1968.
- Die Fürstenstatuen von St. Stephan in Wien und die Bildwerke aus Grosslobming. Mit einem Lebensbericht des Verfassers. Geschichtsverein für Kärnten, Klagenfurt 1972.